# Монтгомери Сити (Мисури)
Монтгомери Сити (енгл. Montgomery City) град је у америчкој савезној држави Мисури.

## Демографија
По попису из 2010. године број становника је 2.834, што је 392 (16,1%) становника више него 2000. године.
| Група             | 2000.         | 2010.         |
| Белци             | 2.296 (94,0%) | 2.606 (92,0%) |
| Афроамериканци    | 93 (3,8%)     | 101 (3,6%)    |
| Азијати           | 4 (0,2%)      | 4 (0,1%)      |
| Хиспаноамериканци | 8 (0,3%)      | 74 (2,6%)     |
| Укупно            | 2.442         | 2.834         |